# 傑爾馬尼夫卡 (薩赫諾夫希納區)
49°11′41″N 35°52′47″E / 49.19472°N 35.87972°E
傑爾馬尼夫卡（烏克蘭語：Германівка），是烏克蘭東部的村莊，隸屬哈爾科夫州的別列斯京區。該村始建於1900年，面積0.74平方公里，海拔高度140米，2001年人口173，人口密度每平方公里223.8人。